# Język ǂkx'au'ǁ'ein
Język ǂkx'au'ǁ'ein – język z rodziny khoisan, używany przez Buszmenów w Namibii i Botswanie. Symbole „ǂ” oraz „ǁ” w nazwie języka oznaczają tzw. mlaski, charakterystyczne dla języków khoisan.